# Маргарита де Кардона
Маргарита де Кардона — фрейлина испанской инфанты и императрицы Священной Римской империи Марии Испанской, вошедшая в тесный круг католических придворных Марии.

## Биография
Маргарита де Кардона родилась в 1535 году в дворянской семье, жившей на испанском острове Сардиния, где её отец барон Антонио де Кардона был губернатором.
Маргарита была фрейлиной у испанской инфанты и императрицы Священной Римской империи Марии Испанской между 1548 и 1581 годами. В 1551 году сопровождала Марию в Австрию. В австрийских землях Марии было неуютно по причине её неприязни к протестантам, живших на тех землях. Поэтому она окружила себя католиками. Она создала вокруг себя тесный круг католических придворных, в который вошла и её фрейлина Маргарита де Кардона.
В 1563 году Маргарита уезжает в Испанию. Там ей покровительствует Мария Испанская, по просьбе которой Маргарите поручили организовать домашнее хозяйство новой королевы Испании Анны Австрийской. Между 1564 и 1573 годами Маргарита занимала влиятельное положение при испанском дворе.
Маргарита де Кардона сопровождала Марию Испанскую, когда та вернулась в Испанию после того, как овдовела.

## Семья
В 1555 году фрейлина Маргарита де Кардона вышла замуж за немецкого дипломата и придворного чиновника Адама фон Дитрихштейна. Тогда он был главным придворным Максимилиана Австрийского (мужа Марии Испанской). Позднее Адам, как и его супруга, стал приближенным Марии Испанской. Маргарита родила 13 детей. Её дочери были фрейлинами королевы Испании Анны и испанских принцесс.